# Olhalvo

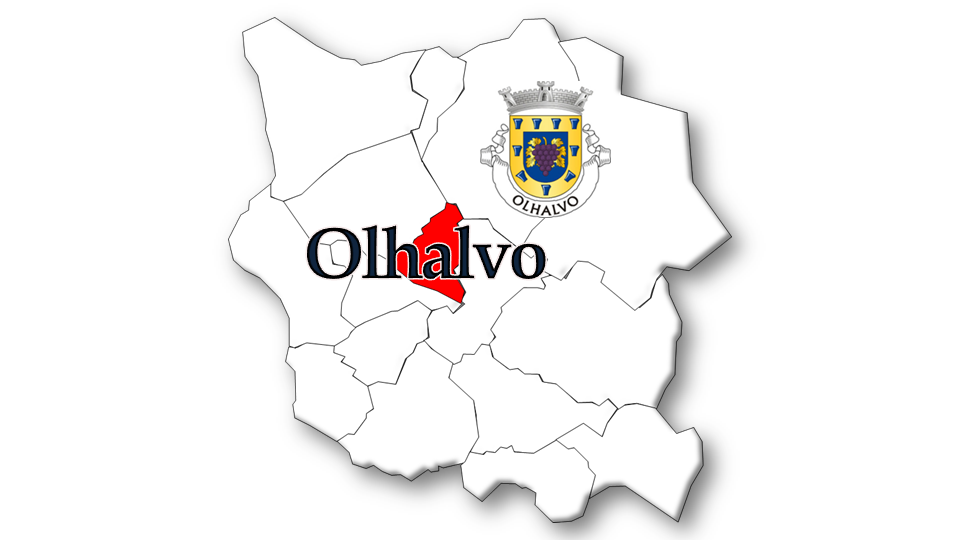
Localização da freguesia de Olhalvo no município de Alenquer

Olhalvo é uma povoação portuguesa sede da Freguesia de Olhalvo do Município de Alenquer, freguesia com 8,3 km² de área e 1806 habitantes (censo de 2021), tendo, por isso, uma densidade populacional de 217,6 hab./km².

## Demografia
A população registada nos censos foi:
| Distribuição da População por Grupos Etários | Distribuição da População por Grupos Etários | Distribuição da População por Grupos Etários | Distribuição da População por Grupos Etários | Distribuição da População por Grupos Etários |
| -------------------------------------------- | -------------------------------------------- | -------------------------------------------- | -------------------------------------------- | -------------------------------------------- |
| Ano                                          | 0-14 Anos                                    | 15-24 Anos                                   | 25-64 Anos                                   | > 65 Anos                                    |
| 2001                                         | 259                                          | 284                                          | 1017                                         | 446                                          |
| 2011                                         | 253                                          | 171                                          | 997                                          | 486                                          |
| 2021                                         | 228                                          | 168                                          | 871                                          | 539                                          |

## Curiosidades históricas
- O primeiro batismo realizado nesta freguesia (de que há registo, atualmente), foi realizado em 1612, e é referente a Ana, filha de António Fernandes e de Ana Gonçalves (moradores em Penafirme).
- O primeiro casamento realizado nesta freguesia (de que há registo, atualmente), foi realizado em 1633, e é referente a Francisco Gonçalves e Maria Gomes (moradores em Penafirme).

## Política
A Freguesia de Olhalvo é administrada por uma junta de freguesia, liderada por António José Nicolau, eleito nas eleições de 2017 pelo Partido Socialista com 58,85% dos votos. Existe uma assembleia de freguesia, que é o órgão deliberativo, constituída por 9 membros onde outras forças politicas estão representadas.

## Património
- Igreja e Convento de Nossa Senhora da Encarnação
- Convento de Nossa Senhora da Encarnação
- Recolhimento de Nossa Senhora da Conceição
- Cruzeiro
- Cruzeiro/Painel das Antas
- Fonte
- Quinta de São José da Laje

## Brasão
A bordadura de ouro com as nove cunhas tal como se pode ver no Brasão, representa o património histórico de Olhalvo, nomeadamente a igreja e o antigo Convento de Nossa Senhora da Encarnação. Este conjunto foi mandado construir e oferecido aos frades Carmelitas pelo Bispo de Elvas, D. Manuel da Cunha, no século XVII.
A família Cunha, já ligada a esta zona, tem aqui o seu Panteão. Na igreja estão sepultados o próprio Bispo, seus pais e irmão e, ainda seu parente, o célebre Tristão da Cunha. Tristão da Cunha foi uma notável figura da História de Portugal.
As armas da família Cunha, estão colocadas sobre o pórtico da Igreja. É um escudo com nove cunhas envolvidas por uma bordadura com cinco escudetes das quinas.
No centro do Brasão está representado um cacho de uvas tintas, remetendo para a longa tradição de produção de vinho testemunhada pelo grande número de antigas adegas existente na povoação.

## Atividade cultural
Olhalvo tem tido ao longo dos tempos uma actividade cultural bastante marcante na vida da freguesia, sendo uma das localidades do concelho de Alenquer com maior atividade cultural.
Atualmente estão em atividade os seguintes grupos:
- A Banda da Sociedade Filarmónica Olhalvense, SFO, que iniciou atividade em 1918;

- O Rancho Folclórico adulto e infantil também da SFO;

- A Escola de Samba de Penafirme da Mata, que permite tomar contacto com a cultura Brasileira através da música e da dança;

- A Associação Recreativa da Pocariça que tem várias actividades no âmbito do desporto de manutenção e o seu renovado Rancho Folclórico;

- Noses com Vozes, grupo iniciado em 1994, que se dedica à criação de temas musicais de raiz tradicional e à divulgação dos cantares tradicionais da região e do país.

No âmbito cultural devem ser também referidos:
- O Círio de Olhalvo à Nossa Senhora da Nazaré, que terá sido iniciado no Sec. XVI e decorre em Setembro de cada ano,  organizado rotativamente por comissões compostas por moradores das principais localidades da freguesia, Olhalvo, Penafirme da Mata e Pocariça;

- O Cantar dos Reis, que decorre na noite anterior ao dia de Reis, 6 de janeiro, e leva um grupo de Cantadores a percorrer as ruas e a pintar nas paredes de cada casa desejos de Bons Reis, BR.

- A festa anual de Olhalvo, também em setembro de cada ano.

## Localidades
Para além da sede, a aldeia de Olhalvo, a freguesia engloba as seguintes localidades:
- Penafirme da Mata
- Casais da Lage
- Cruzeiro
- Pousoa
- Pocariça
- Casal Perdigoto
- Casal Das Surraipas